# Секерис, Панайотис
Панайотис Секерис  (греч. Παναγιώτης Σέκερης, Триполис, Аркадия 1785 год — Нафплион 1846 год) — греческий революционер, член «Верховного Начала» тайного революционного общества Филики Этерия, его казначей и основной финансист.

## Биография
Секерис родился в Триполисе, в 1785 году. Школу окончил в городке Димитсана. Отец его был видным торговцем. На глазах у маленького Панайота, отец был убит турками в ходе коммерческого спора. Панайотис выбрался к дяде на остров Спеце и работал в его торговом деле. После чего уехал в Константинополь, где открыл своё торговое дело, разбогател, стал судовладельцем и открыл два торговых филиала в России — в Одессе и в Москве..
Панайотис Секерис привлёк к своей коммерческой деятельности своих братьев Афанасия и Георгия.
В октябре 1814 года один из основателей тайного революционного общества Филики Этерия, Скуфас, Николаос, посвятил в Общество Георгия Секериса, который будучи студентом в Париже, был проездом в Москве. Георгий Секерис стал первым посвящённым в общество, после трёх его организаторов.
В 1816 году Скуфас остановился в Одессе, в доме Афанасия Секериса, и посвятил в Общество Афанасия и его служащего П. Анагностопулоса, который в свою очередь посвятил в Общество старшего из братьев, Панайотиса Секериса, в Константинополе в мае 1818 года.
Взнос Секериса в Общество составил 10 тысяч грошей, сумма баснословная для революционеров, в два раза превышавшая сумму собранную ими до того за 4 года деятельности, что означало спасение Общества. Руководители Общества не доверяли богатым соплеменникам, но братья Секерис стали исключением.
Секерис стал одним из 12 членов «Невидимого Верховного Начала», получив код А. К. и псевдонимы «короткий», «Анастасиос Кариму», «покладистый», «золотое число 12».
После смерти Скуфаса , Панайотис Секерис стал одним из 3-х столпов Общества.
С началом Греческой революции 1821 года и волны террора охватившей Османскую империю ,Секерис был вынужден покинуть Константинополь и перебрался в Одессу.
В 1830 году он прибыл с семьёй из Придунайских княжеств в свободную Грецию и обосновался в городе Нафплион.Будучи скромным человеком, Секерис, отдавший всё своё состояние делу освобождения Отечества, не требовал для себя компенсации и высоких должностей и довольствовался работой таможенника, сначала на острове Идра, а затем в Нафплионе, где и умер в крайней бедности в 1846 году.

## Встреча с Оттоном
Когда баварец король Оттон посетил Идру, он пожелал увидеть таможенника Секериса. Увидев что у Секериса не было не то что ордена, но и памятной медали Освободительной войны, король сказал Секерису написать прошение для выдачи ему ордена Креста Спасителя.
Секерис ответил:

Я не привык просить. К тому, же ордена сегодня скатились до того, что не должны украшать такую грудь, как мою

.

## Архив Секериса
Архив Секериса, который он сохранил при всех своих перипетиях и привёз в Грецию — один из самых значительных и достоверных источников истории Филики Этерии. Архив содержит информацию о организации и иерархии Общества, десятки посланий самого Секериса и других членов Этерии, сопроводительные письма, счета Этерии, которые Секерис вёл осторожно, но и скрупулёзно, каталог 520 этеристов с их кодовыми именами и знаками.
Архив хранится в Историческом и Этнологическом Обществе Греции (греч. Ιστορική και Εθνολογική Εταιρεία της Ελλάδος).